# Municipio de Monroe (condado de Monroe, Iowa)
El municipio de Monroe (en inglés: Monroe Township) es un municipio ubicado en el condado de Monroe en el estado estadounidense de Iowa. En el año 2010 tenía una población de 340 habitantes y una densidad poblacional de 3,59 personas por km².

## Geografía
El municipio de Monroe se encuentra ubicado en las coordenadas 40°56′23″N 92°48′42″O / 40.93972, -92.81167. Según la Oficina del Censo de los Estados Unidos, el municipio tiene una superficie total de 94.62 km², de la cual 94,51 km² corresponden a tierra firme y (0,12 %) 0,11 km² es agua.

## Demografía
Según el censo de 2010, había 340 personas residiendo en el municipio de Monroe. La densidad de población era de 3,59 hab./km². De los 340 habitantes, el municipio de Monroe estaba compuesto por el 98,24 % blancos, el 0,59 % eran afroamericanos, el 0,59 % eran asiáticos y el 0,59 % eran de una mezcla de razas. Del total de la población el 2,35 % eran hispanos o latinos de cualquier raza.